# Cynthia rosea
Cynthia rosea är en fjärilsart som beskrevs av Pionneau 1926. Cynthia rosea ingår i släktet Cynthia och familjen praktfjärilar. Inga underarter finns listade i Catalogue of Life.